# Macronus
A Macronus a madarak (Aves) osztályának verébalakúak (Passeriformes) rendjébe, ezen belül a timáliafélék (Timaliidae) családjába tartozó nem.  Két faj besorolása egységes, a többi viszont vitatott, egyes szervezetek a Mixornis nembe helyezik őket.

## Rendszerezésük
A nemet William Jardine és Prideaux John Selby írták le 1835-ben, az alábbi fajok tartoznak ide:
- Macronus ptilosus
- Macronus striaticeps
- csíkostorkú lombtimália (Macronus gularis[1] vagy Mixornis gularis)[2]
- Macronus flavicollis[1] vagy Mixornis flavicollis[2]
- Macronus kelleyi[1] vagy Mixornis kelleyi[2]
- Macronus bornensis[1] vagy Mixornis bornensis[2]

## Előfordulásuk
Délkelet-Ázsia területén honosak. Természetes élőhelyeik a szubtrópusi vagy trópusi erdők és cserjések. Állandó, nem vonuló fajok.

## Megjelenésük
Testhosszuk 11-17 centiméter körüli.